# 이스타디우 두 드라강
이스타디우 두 드라강(포르투갈어: Estádio do Dragão)은 포르투갈 포르투에 위치한 축구 경기장이다. 2003년 11월 16일에 개장했으며 FC 포르투의 홈 경기장으로 사용되고 있다. 경기장 이름은 포르투갈어로 "용의 경기장"을 뜻한다.
2004년 포르투갈에서 열린 UEFA 유로 2004에 때맞춰 건설되었고 현재 UEFA에 의해 5성급 경기장으로 지정되어 있다.

## 역사

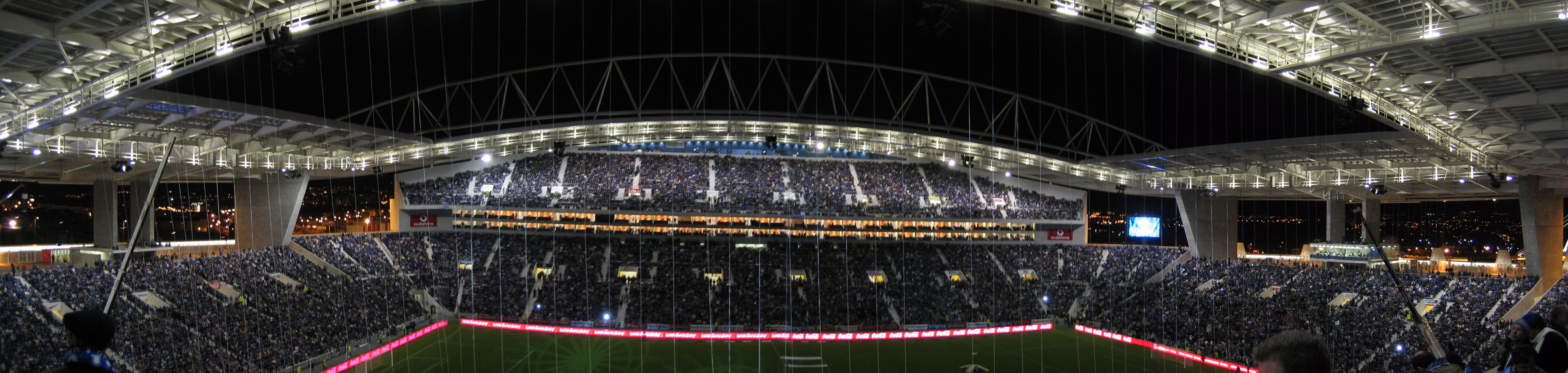
유럽 선수권전 개막식 때의 이스타디우 두 드라강 (크레인과 로프는 곡예사들이 사용했다)

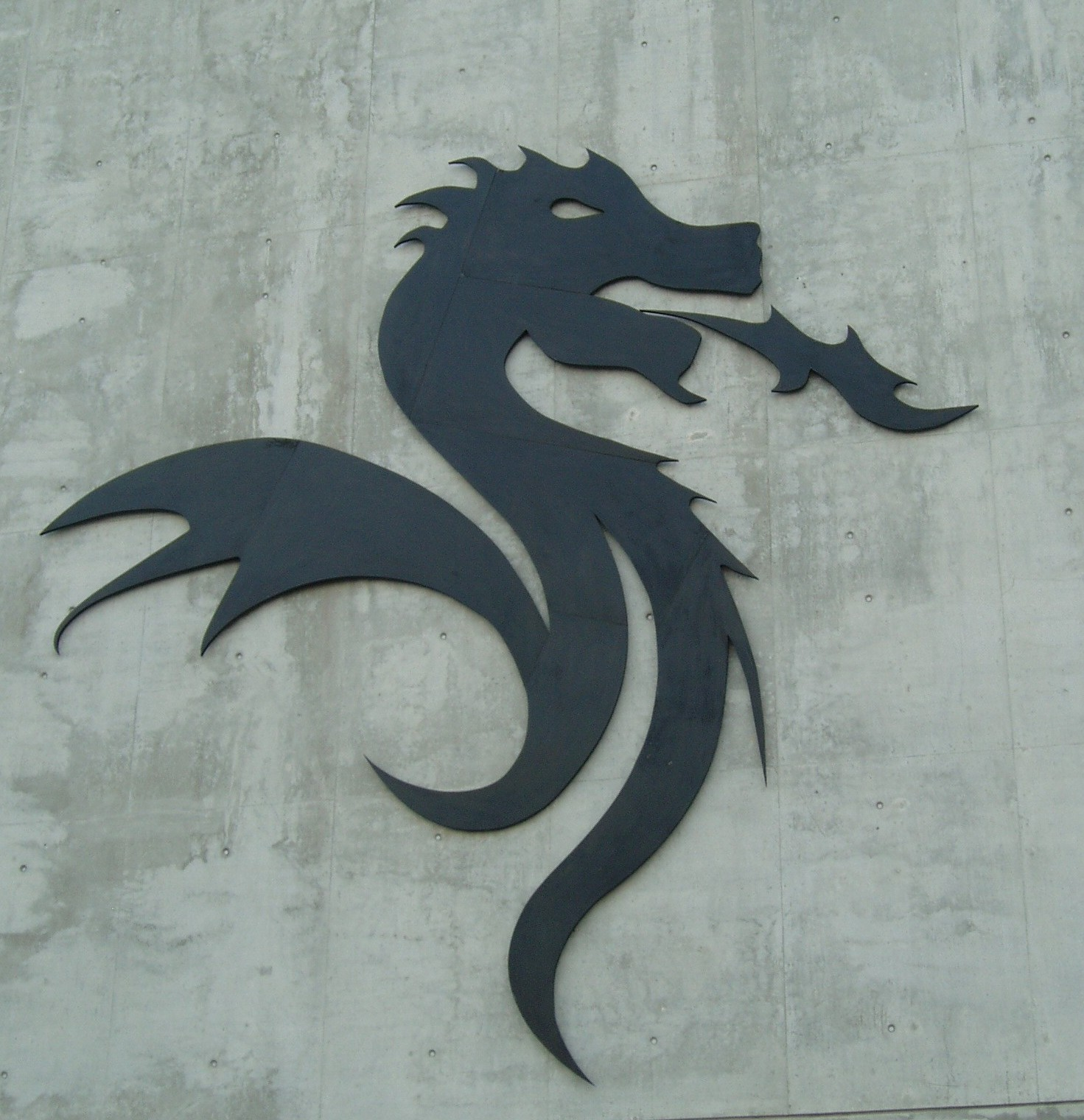
구장 동쪽에 새겨진 용

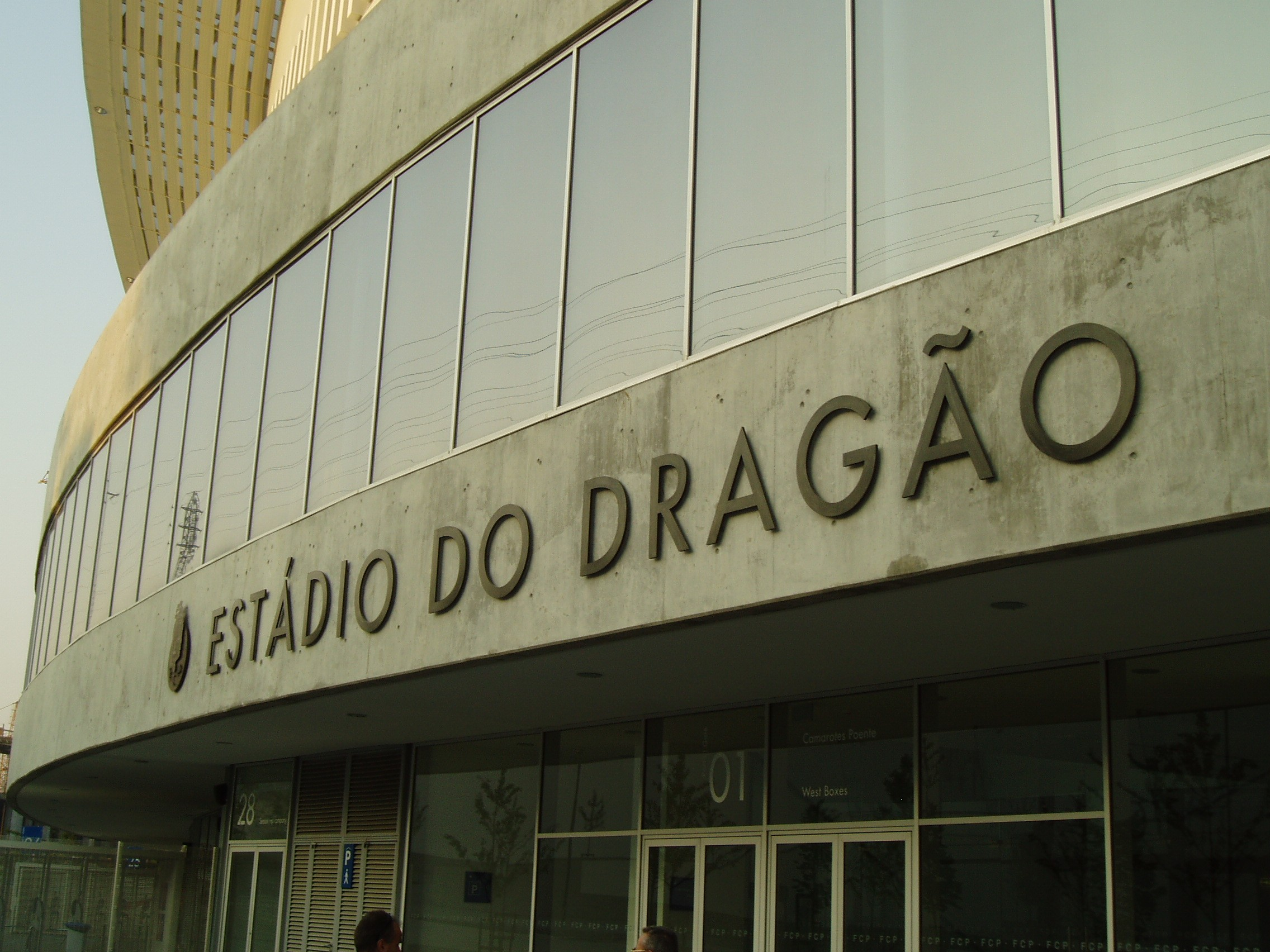
경기장 정문

이스타디우 두 드라강이 만들어지기 이전에 포르투에서 규모가 가장 컸던 이스타디우 다스 안타스(Estádio das Antas)도 5만 명을 수용할 수 있는 큰 구장이었으나 1952년 세워진 까닭으로 오래되었기 때문에, 대회 유치 후 최신 설비를 갖춘 새로운 경기장으로 대체할 계획이 세워졌다. 2000년에 공사가 시작되었는데 2001년 2월, 포르투 시장인 루이 리오(Rui Rio)는 자신의 원래 발의대로 학교와 공원도 같이 지을 것을 FC 포르투 구단주인 다 코쉬타(Da Costa)에게 요구하며 건설을 중지시켰고, 절충안이 나오기까진 시간이 걸려서 경기장은 예정보다 수 개월 후에야 완공되었다. 마찰이 빚어진 이후에도 상가와 주택들은 주변에 같이 건설되었으나 앞에서 언급한 공공 시설들은 여기에 끝내 포함되지 않았다.
건축비는 97,755,318€가 들었고 이 가운데 18,430,956€는 세금에서 나왔다. 경기장 건설을 지원한 스폰서들의 이름을 관중석 사방에 볼 수 있는데, TMN과 Sapo ADSL은 동쪽에, PT와 PT의 상표명 중 하나인 meo는 서쪽에, Super Bock은 남쪽에, 코카 콜라(Coca-Cola)는 북쪽에 위치해 있다. 건축가는 포르투갈인 마누엘 살가두(Manuel Salgado)다.
용의 경기장이라는 이름은 FC 포르투 표장의 가장 윗부분에 있는 용에서 따온 것으로, 과거에 포르투 시(市)의 문장에서도 쓰인 적이 있다. 경기장을 위에서 내려다보면 280톤의 철로 만들어진 투명한 천장이 용의 등과 닮은 점이 눈에 띈다. '노부 이스타디우 다스 안타스(Novo Estádio das Antas)'나 FC 포르투에서 선수와 단장으로 활동한 아르투르 데 소사 핑가(Artur de Sousa Pinga), 조제 마리아 페드로투(José Maria Pedroto), 또는 20년간 현역 구단주이던 다 코쉬타의 이름을 따 경기장을 명명하는 것도 고려된 바가 있다.
개장식은 2003년 11월 16일 FC 포르투와 FC 바르셀로나 사이의 친선 경기와 함께 열렸으며, 데를레이와 우고 알메이다의 득점에 의해 FC 포르투가 2-0으로 승리했다.
2004년 6월 12일, 포르투갈이 그리스에 2-1로 이긴 유럽 축구 선수권 대회의 개막 경기가 개최된 장소로 네덜란드와 독일, 이탈리아와 스웨덴 사이의 조별 경기를 비롯해 체코가 덴마크에 승리한 8강전, 체코와 그리스가 격돌한 4강전 역시 여기서 벌어졌다.
2006년에는 롤링 스톤스의 공연이 이 곳에서 열리기도 했다.
2021년에는 코로나 19로 인해 개최지가 변경된 2021년 UEFA 챔피언스리그 결승전이 열릴 예정이다.
북아일랜드의 전(前) 메이즈 감옥(Maze prison) 부지에 새로 건립될 예정인 국립 경기장은 이스타디우 두 드라강을 본보기로 삼아 만들어질 예정이다.1